# مارك يمبيرس
مارك يمبيرس (بالإنجليزية: Mark Umbers)‏ هو كاتب سيناريو وممثل بريطاني، ولد في 17 يونيو 1973 في المملكة المتحدة.

## أعمال

### أفلام
- (2007) حلم كاسندرا[2]

## وصلات خارجية
- مارك يمبيرس على موقع IMDb (الإنجليزية)
- مارك يمبيرس على موقع ألو سيني (الفرنسية)
- مارك يمبيرس على موقع أول موفي (الإنجليزية)
- مارك يمبيرس على موقع قاعدة بيانات الأفلام السويدية (السويدية)
- مارك يمبيرس على موقع قاعدة بيانات الفيلم (الإنجليزية)
- مارك يمبيرس على موقع كينوبويسك (الروسية)